# 愛已經滿滿的
《愛已經滿滿的》是台灣歌手黃嘉千的第二張專輯，在1997年1月7日推出。專輯的第一主打歌是大碟同名歌曲《愛已經滿滿的》，而第二主打歌則是《直覺》，此後兩年間她因与制作公司“音乐殿堂”合约纠纷，並未出版任何歌曲，直到2000年《愛已昇天》EP為止。

## 曲目
| 曲序 | 曲名               | 曲     | 詞            | 編曲        | 附註                            |
| 01   | 愛已經滿滿的       | 薛忠銘 | 黃桂蘭        | 梁伯君      | 第一主打                        |
| 02   | 故意               | 光良   | 文康          | 王豫民      | 第三主打 另有與無印良品的合唱版 |
| 03   | 風鈴               | 黃怡   | 黃桂蘭        | 鍾興民      |                                 |
| 04   | 隨心所欲           | 黃嘉千 | 黃怡          | Terence Teo |                                 |
| 05   | 愛你是快樂         | 戚小戀 | 丁曉雯        | 王豫民      |                                 |
| 06   | 直覺               | 尤景文 | 何厚華        | 鍾興民      | 第二主打                        |
| 07   | 冷落               | 梁偉豐 | 唐玉璇 梁偉豐 | 許華強      |                                 |
| 08   | 句點               | 阮丹青 | 張美純        | 吳慶隆      |                                 |
| 09   | 等著你             | 鄭知明 | 彭季康        | 吳慶隆      |                                 |
| 10   | 向前飛             | 黃怡   | 鄔裕康 黃怡   | 黃韻玲      |                                 |
| 11   | 愛已經滿滿的[Kala] | 薛忠銘 |               | 梁伯君      | 純音樂                          |

## 唱片版本
- CD版
- 錄音帶版

## 音樂錄影帶
| 歌名         | 執導   |
| ------------ | ------ |
| 愛已經滿滿的 | 周格泰 |
| 直覺         | 周格泰 |
| 故意         | 周格泰 |